# Marele joc al timpului
Marele joc al timpului (Big Time) (1957) este un scurt roman științifico-fantastic al autorului Fritz Leiber. Romanul a câștigat Premiul Hugo pentru cel mai bun roman în 1958. Big Time este o poveste vastă, într-un decor cosmic, ascunsă în spatele unei povești despre claustrofobie, cu doar câteva personaje. Acțiunea principală a romanului are loc într-un centru de recreere și refacere al Păianjenilor aflat în afara spațiului-timpului, care reflectă experiența lui  Leiber moștenită de la părinții lui (actori shakespearieni).

## Povestea
Povestea implică două facțiuni care posedă tehnica călătoriei în timp și care sunt în război între ele. Metodele lor de luptă implică schimbări de evenimente de-a lungul istoriei. Cele două părți sunt poreclite Păienjenii și Șerpii. Soldații lor (infanterie) sunt recrutați din orice loc și din orice timp: amazoane, husari, legionari romani, infanteria Wehrmacht-ului, comandouri spațiale, soldați din armatele lui Napoleon, Stalin, Ginghis Han sau Alexandru cel Mare pentru a se lupta între ei.

## Personaje

### Personaje principale
Greta Forzane
O tânără care a trăit și a murit în violențele celui de-al doilea război mondial: într-un Chicago invadat de trupe  naziste victorioase, dar încă în viață în continuumul Big Time
Maud Davies
Cel mai mare printre animatorii din Local.
Lilian Foster
Poreclită Fata, a fost o locuitoare a Londrei și New York-ului în anii 1920; recrutată în 1917 de către fracțiunea Păianjenilor și, ulterior, a decedat în 1920.
Sidney Lessingham
Directorul Localului. Născut în 1564, student la Cambridge, a trăit în Londra, unde a fost spion și Cancelar. 
Beuregard Lassiter
Unul dintre animatorii Localului. Pianist apreciat.
Maxey Pyeshkov
Doctorul de la stația de recuperare. A trăit în Rusia ocupată de trupele naziste, este aproape întotdeauna beat.

### Soldați
Erich Von Hohenwald
Fost ofițer nazist.
Marcus Niger
Fost Legatus al Imperiului Roman.
Bruce Marchant
Tânăr locotenent de origine engleză, un poet contemporan cu Shakespeare. 
Kabysia Labrys
Războinic cretan din perioada minoică. 

### Extratereștri
Ilhilihis
Octopod venit de pe Lună. 
Sevensee
Venusian prezentat ca fiind similar unui satir.

## Capitole
1. Intră acești husari
2. O mănușă pentru mâna dreaptă
3. Nouă pentru o petrecere
4. S.O.S. din necunoscut
5. Sid insistă asupra Femeilor-Fantomă
6. Creta – circa 1300 î.Hr.
7. Timp de gândire
8. Un punct de sprijin
9. O cameră zăvorâtă
10. Motive și ocazii favorabile
11. Frontul de Vest, 1917
12. O extraordinară ocazie favorabilă
13. Tigrul se află în libertate
14. „Ei bine, acum ai de gând să vorbești?”
15. Suveranul Păianjen
16. Fixatorii de posibilități